# Fabio Quagliarella
Fabio Quagliarella, född 31 januari 1983 i Castellammare di Stabia, är en italiensk före detta fotbollsspelare (anfallare).

## Klubbkarriär

### Tidiga år
Quagliarella debuterade för Torino i Serie A redan som 17-åring mot Piacenza 14 maj 2000. Efter att ha varit utlånad till lag i lägre divisioner 2002-2004 kom han tillbaka till Torino 2004 där han gjorde 7 mål i Serie B. Torino hade även stora finansiella problem och Quagliarella fick tillåtelse att lämna klubben gratis.

### Udinese, Ascoli, Sampdoria
Säsongen 2005-2006 fick han göra sin första riktiga säsong i högsta ligan, efter att Udinese värvat honom under sommaren. Han lånades direkt ut till Ascoli där han gjorde 3 mål på 33 matcher. 7 juli 2006 sålde Udinese en del av honom till Sampdoria tillsammans med Mirko Pieri. Då ledande spelare i Sampdoria säsongen 2006-2007 drabbades av bland annat skador eller avstängningar fick Quagliarella förtroendet som startspelare. Flera spektakulära mål gav honom en plats i landslaget under slutet av säsongen. Dessutom ryktades det om att flera stora klubbar, bland annat Manchester United var ute efter att värva honom.
Quagliarella valde dock att stanna i Serie A när delägarna Udinese köpte loss honom inför säsongen 2007-2008. Säsongen började svagt med bara 1 mål på de 11 första matcherna men han hittade formen och gjorde totalt 12 mål i Serie A, där han bildade ett fruktat anfallspar med Antonio Di Natale. Hans starka vår gjorde att han sedermera togs ut till den italienska EM-truppen 2008 (spelade 13 minuter i 1-1-matchen mot Rumänien). Säsongen 2008/2009 fortsatte Quagliarella att göra mål och gjorde under säsongen totalt 21 stycken, bland annat 8 mål i UEFA-cupen där Udinese gick till kvartsfinal.

### Napoli
1 juni 2009 blev det klart att Quagliarella flyttar till Napoli, där han skrev på ett 5-årskontrakt. Han parades ihop med Ezequiel Lavezzi och gjorde totalt 11 mål i Serie A, och med det hjälpte han Napoli att nå en 6:e plats vilket kvalificerade dem för Europa League. Det var i kvalet till samma turnering som han spelade sin sista match i klubben mot IF Elfsborg då Napoli vann med 1-0.

### Juventus
27 augusti 2010 skrev Quagliarella på för Juventus som lånade honom för €4,5 miljoner med en klausul för att köpa loss honom för €10, 5 miljoner som betalas över tre år. Innan vinteruppehållet var Quagliarella Juventus bästa målskytt med 9 mål på 17 matcher. Dessvärre så skadade han sig allvarligt i första matchen efter uppehållet mot Parma. Det visade sig vara korsbandet som var av och Quagliarella missade resten av säsongen. 22 juni 2011 utnyttjade Juventus sin option på att köpa Quagliarella och han skrev på ett 3-årskontrakt.
Säsongen 2011-2012 kämpade han hårt för att komma tillbaka från sviterna av sin svåra knäskada och deltog i 23 ligamatcher, de flesta som inhoppare, med 4 mål som facit. I april 2012 förlängdes hans befintliga kontrakt med 12-månader och han bands till klubben till juni 2015.
2012-2013 deltog Quagliarella i 27 ligamatcher, varav 13 från start, och gjorde 9 mål. I Champions League gjorde han 4 mål på 7 framträdanden (4 starter och 3 inhopp) och blev klubbens bästa målskytt i turneringen. Han startade i båda kvartsfinalmötena mot Bayern München.

### Torino
16 juli 2014 stod det klart att Quagliarella återvände till Torino för ett 3-årskontrakt. Första säsongen blev han lagets bästa målskytt med 17 mål (13 mål i ligan och 4 i Europa League). Laget tog sig till åttondelsfinal i Europa League.

### Sampdoria
2018-2019 vann Quagliarella skytteligan i Serie A med 26 mål. Han prisades också av ligan som säsongens bästa anfallare.
Han tangerade även Gabriel Batistutas rekord från säsongen 1994-95 på mål i elva matcher i rad.

## Internationellt
Fabio Quagliarella gjorde sin debut för Italien mot Skottland i EM-kvalet 2007, när han hoppade in mot Luca Toni i matchens sista minuter. I sin första landskamp från start, 6 juni 2007 mot Litauen i EM-kvalet, gjorde han Italiens båda mål i 2-0-vinsten.
Quagliarella fanns med både i Italiens trupp till EM 2008 samt VM 2010 i Sydafrika. I EM medverkade han i 13 minuter i gruppspelsmatchen mot Rumänien (1-1). I VM spelade han 45 minuter i 2-3-förlusten mot Slovakien i Grupp F, där han noterades för en assist och ett mål, på chip från en position utanför straffområdet.
Den 17 november 2010 fick Quagliarella chansen i en träningslangskamp mot Rumänien, och blev målskytt i matchen som slutade 1–1.
Den 2 september 2014 blev Quagliarella återigen uppkallad till landslaget för träningsmatch mot Holland och EM-kval mot Norge, dock utan att få speltid..
Han återkom till landslaget 3 oktober 2015 för EM-kval mot Azerbajdzjan och Norge, även denna gång utan speltid. .
Quagliarella blev 1 februari 2019 uppkallad till landslaget igen för träningsläger 4-5 februari.
Den 15 mars 2019 blev han kallad till EM–kval matcherna mot Finland och Liechtenstein. Den 23 mars, under matchen mot Finland, blev han inbytt från bänken i 80:e minuten och gjorde därmed sitt första framträdande för landslaget sedan 2010. I den andra matchen mot Liechtenstein så fick han chansen från start och gjorde två stycken straffmål, vilket i 36 års ålder gjorde honom till den äldsta målgöraren någonsin för Italiens landslag.

## Statistik
| Säsong  | Lag             | Liga   | Liga    | Liga | Inhemsk cup | Inhemsk cup | Europacup | Europacup | Europacup | Totalt  | Totalt | A-landslag | A-landslag |
| Säsong  | Lag             | Serie  | Matcher | Mål  | Matcher     | Mål         | Cup       | Matcher   | Mål       | Matcher | Mål    | Matcher    | Mål        |
| ------- | --------------- | ------ | ------- | ---- | ----------- | ----------- | --------- | --------- | --------- | ------- | ------ | ---------- | ---------- |
| 1999-00 | Torino          | A      | 1       | 0    | -           | -           | -         | -         | -         | 1       | 0      | -          | -          |
| 2000-01 | Torino          | A      | -       | -    | -           | -           | -         | -         | -         | -       | -      | -          | -          |
| 2001-02 | Torino          | A      | 4       | 0    | -           | -           | -         | -         | -         | 4       | 0      | -          | -          |
| 2002-03 | Florentia Viola | C2     | 12      | 1    | -           | -           | -         | -         | -         | 12      | 1      | -          | -          |
| 2002-03 | Chieti          | C1     | 11      | 2    | -           | -           | -         | -         | -         | 11      | 2      | -          | -          |
| 2003-04 | Chieti          | C1     | 32      | 17   | -           | -           | -         | -         | -         | 32      | 17     | -          | -          |
| 2004-05 | Torino          | B      | 36      | 8    | 4           | 2           | -         | -         | -         | 40      | 10     | -          | -          |
| 2005-06 | Ascoli          | A      | 33      | 3    | -           | -           | -         | -         | -         | 33      | 3      | -          | -          |
| 2006-07 | Sampdoria       | A      | 35      | 13   | 7           | 1           | -         | -         | -         | 42      | 14     | 3          | 2          |
| 2007-08 | Udinese         | A      | 37      | 12   | 2           | 0           | -         | -         | -         | 39      | 12     | 6          | 1          |
| 2008-09 | Udinese         | A      | 36      | 13   | 1           | 0           | UC        | 11        | 8         | 48      | 21     | 6          | 0          |
| 2009-10 | Napoli          | A      | 34      | 11   | 2           | 0           | -         | -         | -         | 36      | 11     | 6          | 2          |
| 2010-11 | Napoli          | A      | -       | -    | -           | -           | EL        | 1         | 0         | 1       | 0      | 1          | 0          |
| 2010-11 | Juventus        | A      | 17      | 9    | -           | -           | -         | -         | -         | 17      | 9      | 3          | 2          |
| 2011-12 | Juventus        | A      | 23      | 4    | 3           | 0           | -         | -         | -         | 26      | 4      | -          | -          |
| 2012-13 | Juventus        | A      | 27      | 9    | 1           | 0           | CL        | 7         | 4         | 35      | 13     | -          | -          |
| 2013-14 | Juventus        | A      | 17      | 1    | 2           | 1           | CL        | 4         | 2         | 23      | 4      | -          | -          |
| 2014-15 | Torino          | A      | 34      | 13   | -           | -           | EL        | 12        | 4         | 46      | 17     | -          | -          |
| 2015-16 | Torino          | A      | 16      | 5    | 1           | 0           | -         | -         | -         | 17      | 5      | -          | -          |
| 2015-16 | Sampdoria       | A      | 16      | 3    | -           | -           | -         | -         | -         | 16      | 3      | -          | -          |
| 2016-17 | Sampdoria       | A      | 37      | 12   | 1           | 0           | -         | -         | -         | 38      | 12     | -          | -          |
| 2017-18 | Sampdoria       | A      | 35      | 19   | 1           | 0           | -         | -         | -         | 36      | 19     | -          | -          |
| 2018-19 | Sampdoria       | A      | 37      | 26   | 2           | 0           | -         | -         | -         | 39      | 26     | 3          | 2          |
| 2019-20 | Sampdoria       | A      | 28      | 11   | 1           | 1           | -         | -         | -         | 29      | 12     | -          | -          |
| 2020-21 | Sampdoria       | A      | 33      | 13   | -           | -           | -         | -         | -         | 33      | 13     | -          | -          |
| 2021-22 | Sampdoria       | A      | 33      | 4    | 2           | 2           | -         | -         | -         | 35      | 6      | -          | -          |
| 2022-23 | Sampdoria       | A      | 23      | 1    | 2           | 0           | -         | -         | -         | 25      | 1      | -          | -          |
| Totalt  | Totalt          | Totalt | 641     | 207  | 32          | 7           |           | 35        | 18        | 704     | 233    | 28         | 9          |